# Tempête sur Brest
Pour les articles homonymes, voir Tempête (homonymie).
Tempête sur Brest est le troisième tome de la série de bande dessinée L'Épervier.

## Synopsis
Prêt à tout, et surtout au pire, pour connaître enfin le secret du trésor des Kermellec, l'infâme Hervé de Villeneuve agresse sa cousine, Agnès de Kermellec. La laissant pour morte, il s'acoquine avec le seigneur de la Motte pour partir à la recherche du fameux trésor qui se trouve en Guyane. Pendant ce temps, l'Épervier, toujours accusé du meurtre du grand-père d'Agnès, cherche un moyen de délivrer son équipage, enfermé dans les geôles de Brest. Agressions, traquenards, trahisons, coups de théâtre : une tempête de violence souffle sur Brest. Et l'Épervier a bien du mal à prendre son envol.

## Personnages
- Yann de Kermeur
- la comtesse Agnès de Kermellec
- Hervé de Villeneuve : cousin d'Agnès
- Marquis de la Motte de Kerdu
- Marion : prostituée, amoureuse de Yann
- Cha-Ka : indien, frère de sang de Yann
- Main de fer : homme de l'Epervier
- Caroff : borgne, homme de l'Epervier
- Les frères Pouliquen : Job, Arzel, Erwan, Kadou, cupides, spécialistes des explosifs

## Lieux
- Fort Vauban à Camaret-sur-Mer
- Brest
- Fort de Bertheaume